# فیصل عیاده الظفیری
فیصل عیاده الظفیری (انگلیسی: Faisal Ayyadah؛ زادهٔ ۱۸ ژوئیهٔ ۱۹۸۸) یک بازیکن فوتبال اهل عربستان سعودی است.